# Florin Costinescu
Florin Costinescu (n. 16 mai 1938, Slobozia, județul Ialomița, Regatul României – d. 22 august 2019, București, România) a fost un scriitor și poet român.

## Biografie
Florin Costinescu a fost licențiat al Facultății de istorie, Universitatea București (1964). A activat ca ziarist, redactor la diverse publicații și publicist-comentator la revista Contemporanul, consilier în Ministerul Culturii. În anul 1978 devine membru titular al Uniunii Scriitorilor din România.

## Debut
Debut în presa literară în anul 1959, revista Luceafărul. Debut editorial în 1972 cu volumul Adierea tărâmului.

## Opere
- Ramura de veșnicie, Ed. Eminescu, 1974
- Numărătoarea de aștri, Ed. Albatros, 1977
- Totdeauna iubirea, Ed. Eminescu, 1979
- Marele semn al mirării, Ed.Cartea românească, 1980
- Ochii pământului, Ed. Militară, 1984
- Imperiul de corali, Ed. Eminescu, 1986
- Cercul și inocența, Ed. Cartea românească, 1987
- Nașterea zilei, Ed. Albatros, 1989
- La umbra Corintului, Ed. Eminescu, 1995
- 101 poezii, Ed. Viitorul românesc, 2001
- Secunda eternă, antologie, selectia poemelor si cuvânt înainte - Eugen Negrici, Ed.Muzeul Literaturii Române,2008
- Nuferi blestemând,Ed.Semne.2010
- Sisif,dezlegarea de vină,colecția Opera Omnia-Poezie contemporană,Ed.Tipo-Moldova,Iași,2011
- Clipa și amfora, poezii-1966-2014,colecția Opera Omnia-Poezie contemporană,Ed.Tipo-Moldova,Iasi,2015
- Trecătorul și alte poeme, Editura eLiteratura, 2017

### Literatură pentru copii
- Călătoriile lui Bogdan Năzdrăvan, Ed. Ion Creangă, 1978
- Cum se dau nume copiilor, Ed. Ion Creangă, 1983
- Cine l-a văzut pe Zdreanță?, Ed. InterCONTPres, 1990
- Cele patru păsări ale zilei, Ed. Ion Creangă, 1991
- Ronțăilă e cu noi, Ed. Porto Franco-Galați, 1995
- Poezii din jucării, hai să le citim copii, Ed.Rawexcoms,Bucuresti,2015
- Ulisia,Carte de colorat distractiva cu poezii,Editura Semne, Buc.

### Activitate publicistică
A avut o bogată activitate publicistică-literară la principalele publicații de profil din România: Contemporanul, Luceafărul, România literară, precum și la Radio România și TVR.